# Thamnium plagiorhynchum
Thamnium plagiorhynchum là một loài Rêu trong họ Neckeraceae. Loài này được (Renauld & Cardot) Kindb. miêu tả khoa học đầu tiên năm 1903.